# 佐兰·斯托伊科维奇
佐兰·斯托伊科维奇（1946年10月7日—2020年7月6日），塞尔维亚政治人物，前司法部长。

## 生平
1969年毕业于贝尔格莱德大学法律系，后在贝尔格莱德区县法院工作。1987年后，从公法转向私法领域。东欧剧变后参与成立塞爾維亞民主黨。2004年至2007年，担任塞尔维亚司法部长。他已婚，有两个孩子。2020年7月6日逝世。